# Flughafen Singapur

i8
i11
i13
Der Flughafen Singapur (englisch Singapore Changi Airport, chinesisch 新加坡樟宜机场, Pinyin Xīnjiāpō Zhāngyí Jīchǎng, malaiisch Lapangan Terbang Changi Singapura, Tamil சிங்கப்பூர் சர்வதேச விமான நிலையம், IATA-Code: SIN, ICAO-Code: WSSS) ist der internationale Flughafen des asiatischen Stadtstaates Singapur. Er zählt zu den größten Flughäfen Asiens und belegte mit 58,9 Millionen Passagieren 2023 den 17. Platz der größten Flughäfen weltweit.
Singapur stellt ein wichtiges Drehkreuz zwischen Europa und Südostasien beziehungsweise Ozeanien dar. Die Route nach Australien wird als Känguru-Route bezeichnet. Flughafenbetreiber ist die Changi Airport Group.

## Lage und Verkehrsanbindung
Der Flughafen liegt 17 Kilometer östlich der Innenstadt. Er belegt einen Großteil der Fläche des Stadtteils Changi, welcher am östlichen Ende der Hauptinsel liegt.
Der Flughafen ist verkehrstechnisch gut an das Singapurer Stadtzentrum angeschlossen. Es gibt zwei Autobahnen (Pan Island Expressway (PIE), East Coast Parkway (ECP)), die von der Innenstadt Singapurs zum Flughafen führen. Seit 2002 kann man mit der Ost-West-Linie der MRT ins Stadtzentrum fahren. Passagiere müssen in Tanah Merah umsteigen, um eine Zugverbindung zum Pasir Ris, City und Tuas Link zu erhalten. Der Flughafen ist durch mehrere Buslinien (24, 27 und 34) verbunden, die über Terminal 3, Terminal 1 und Terminal 2 verkehren. Die Hauptausnahme besteht darin, dass einige Verbindungen auch zu Terminal 4 führen.
Die am 25. Mai 2019 angekündigte Linie zwischen Thomson-East Coast Line wird auch von Sungei Bedok zum Terminal 5 des Flughafens Changi und anschließend zu den Hauptterminals des Flughafens Changi, Expo und Tanah Merah verlängert. Es bietet eine direkte Verbindung von der Stadt zum Flughafen. Die Fertigstellung wird bis 2040 erwartet.
Zusätzlich verkehren Reisebusse über die malaysische Grenze nach Johor Bahru.
Das Gelände ist vollständig von der mehrspurigen New Changi Coast Road umgeben, welche an ihren Enden über Anschlussstellen an Expressways verfügt.

## Geschichte
Mitte der 1970er Jahre beschloss die Regierung Singapurs, einen neuen Flughafen zu bauen, da der bisherige aus allen Nähten platzende alte Flughafen in Paya Lebar nicht erweiterungsfähig war. Die Regierung befürchtete, dass der bestehende Flughafen in einem Gebiet liegt, in dem die Stadt wachsen und ihn von allen Seiten einschließen könnte, beschloss sie 1975 den Bau eines neuen Flughafens. 
Man entschied sich für einen Standort in der Nähe des Fischerdorfes Changi an der Ostspitze der Hauptinsel Changi, wo bereits die Japaner während der Besatzungszeit einen Flugplatz errichtet hatten. Der neue Zivilflughafen entstand auf dem Gelände des bestehenden Luftwaffenstützpunkts RAF Changi (Militärflugplatz Changi oder Changi Air Base).
Um zusätzlichen Platz zu gewinnen, legte man ab 1975 insgesamt 200 Hektar Sumpfland trocken und schüttete riesige Mengen Land im Südchinesischen Meer auf. Zwei Jahre später begann der Bau des Flughafens, weitere zwei Jahre später wurde der Grundstein für das Terminal 1 gelegt.
Im Jahr 1981 konnten dann das Terminal 1 und die anderen Flughafeneinrichtungen der Öffentlichkeit übergeben werden. In der Folge stieg das Fluggastaufkommen rapide an, sodass man fünf Jahre nach der Eröffnung mit den Bauarbeiten für das Terminal 2 begann, im gleichen Jahr wurden erstmals mehr als 10 Millionen Passagiere abgefertigt. 1991 eröffnete man Terminal 2, welches die Passagierkapazitäten auf etwa 44 Millionen Passagiere verdoppelte. Zusätzlich stellte man den Changi Airport Skytrain fertig, der seitdem die Terminals des Flughafens verbindet. 1997 schloss die Regierung von Singapur mit den Vereinigten Staaten von Amerika ein Open-Skies-Abkommen ab, im Laufe des Jahres stieg das Fluggastaufkommen außerdem auf über 20 Millionen.
Im Oktober 2000 begann die Konstruktion von Terminal 3. 2002 eröffnete der Bahnhof des Flughafens, damit wurde er an die East West Line der MRT angebunden. Terminal 2 wurde bis 2006 umfangreich modernisiert, am 26. März des gleichen Jahres wurde das Budget Terminal eröffnet. Nach acht Jahren Bauzeit wurde das Terminal 3 am 9. Januar 2008 eröffnet. 2009 übertrug die Civil Aviation Authority of Singapore den Betrieb des Flughafens an die neu gegründete Changi Airport Group. Im Folgejahr wurde er erstmals innerhalb eines Jahres von mehr als 40 Millionen Passagieren genutzt. 2012 begann der Abriss des Budget Terminals, des Weiteren wurde das Terminal 1 bis zum Juni des Jahres modernisiert; die Installation Kinetic Rain kam hinzu. 2013 wurden Pläne zu einer umfangreichen Erweiterung vorgestellt, diese beinhalten unter anderem den Bau des Jewel, eines fünften Terminals und einer dritten Start- und Landebahn. Im November 2013 begann man mit den Bauarbeiten am Terminal 4, im Folgejahr begann der Bau des Jewel. Im April 2017 konnte der Flughafen die Marke von 1 Milliarde Passagieren seit der Eröffnung überschreiten. Das Terminal 4 wurde am 31. Oktober 2017 offiziell eröffnet.
Im Jahr 2017 nutzten erstmals mehr als 60 Millionen Passagiere den Changi Flughafen.

## Das Flughafengelände

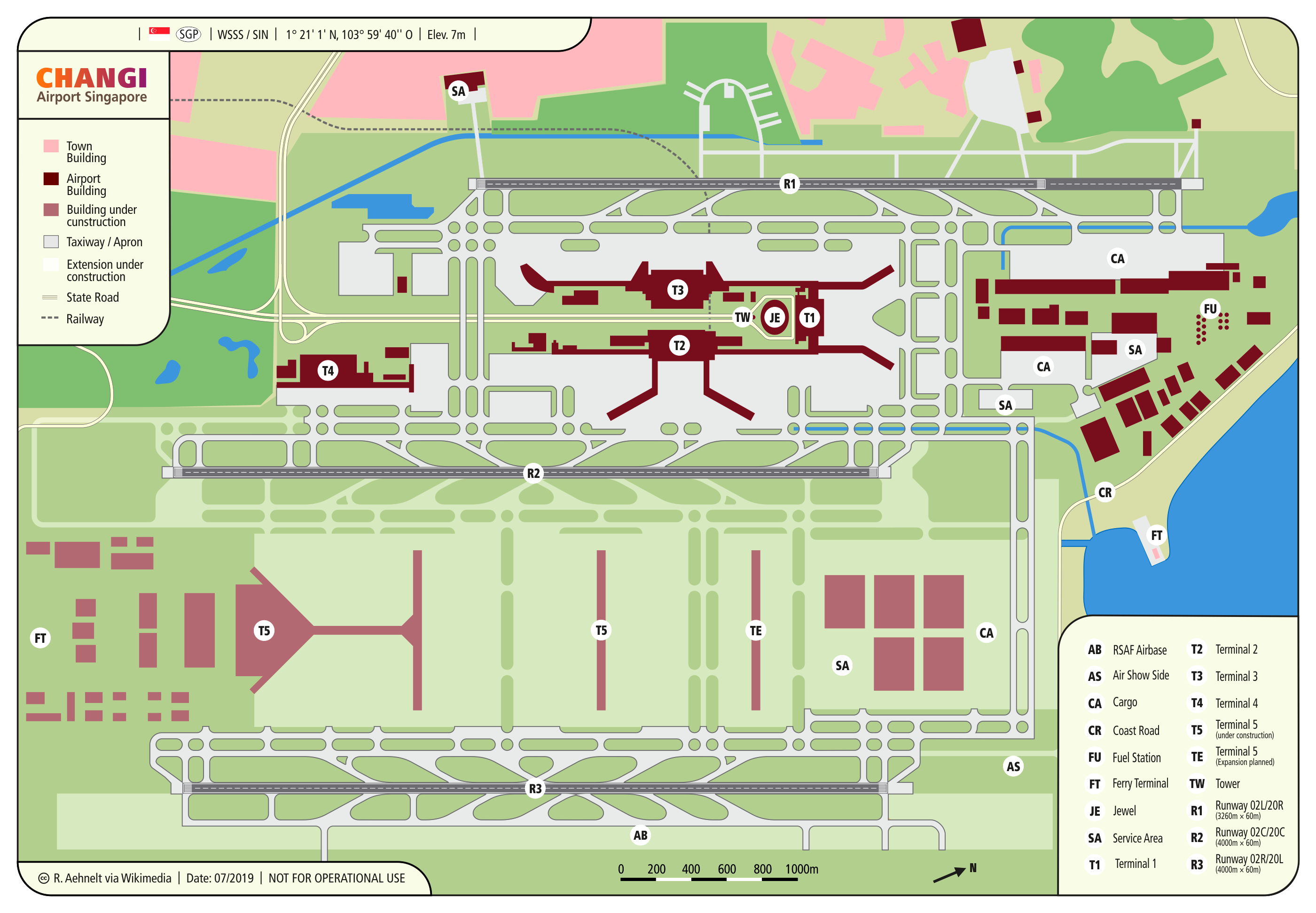
Karte Flughafen Singapur mit geplanten und im Bau befindlichen Erweiterungen

Das Flughafengelände erstreckt sich über 1300 Hektar, von denen 870 ha in das offene Meer hinaus aufgeschüttet wurden. Die Flughafeninfrastruktur richtet sich nach den zwei zuerst gebauten parallelen Start- und Landebahnen, die sich in Südwest-Nordost-Richtung erstrecken. Zwischen den Bahnen sind die restlichen Einrichtungen, wie Hangars, Passagierterminals, Frachtterminals etc. angesiedelt. Die Start- und Landebahnen sind um 1750 Meter versetzt und liegen 1650 Meter voneinander entfernt. Die dritte Bahn wurde 1800 Meter südöstlich der heutigen Südost-Bahn errichtet.

## Terminals
Der Flughafen besteht aus vier Terminals.

### Terminal 1

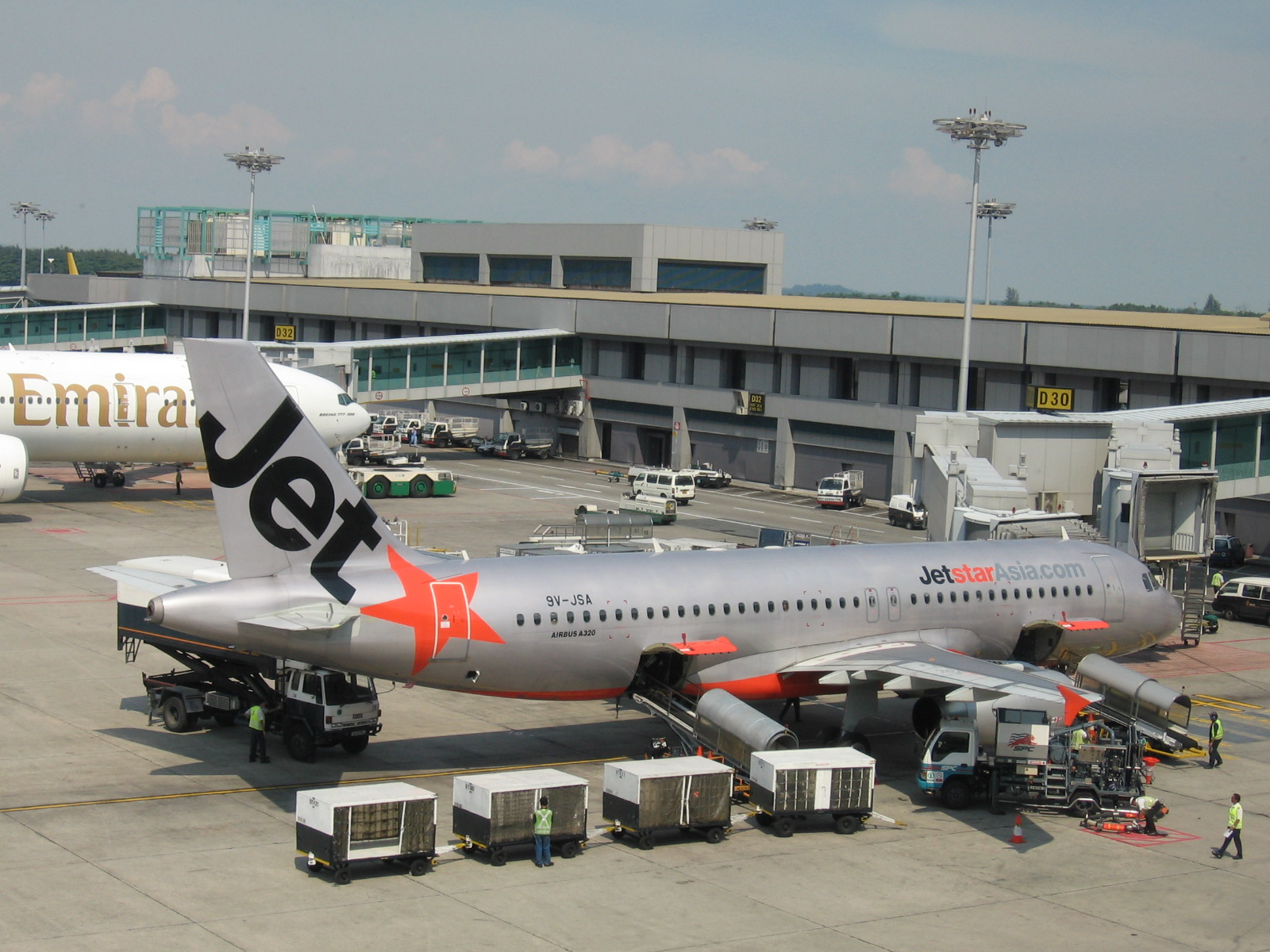
Terminal 1

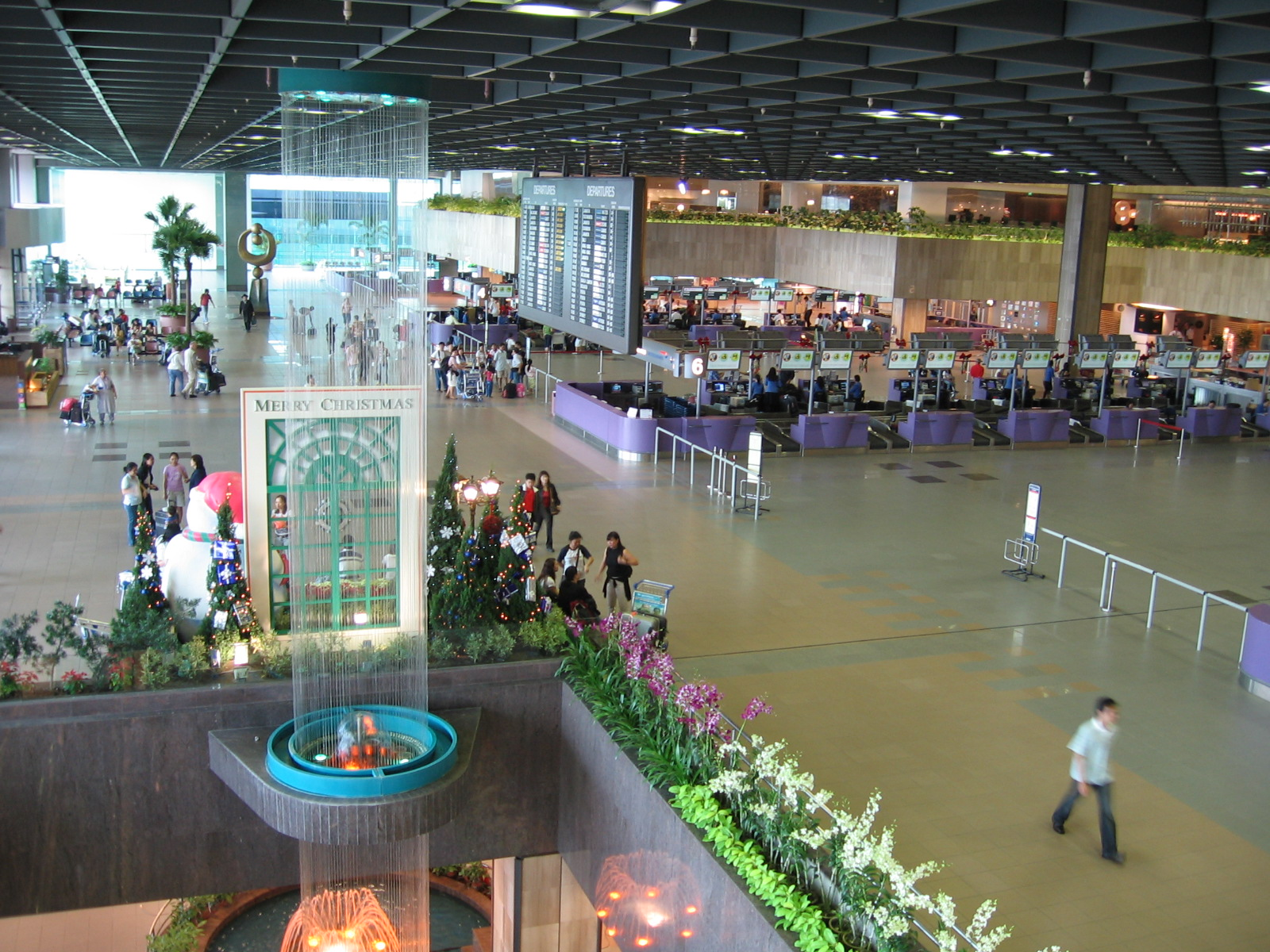
Terminal 1, Abflughalle

Das Terminal 1 wurde offiziell am 29. Dezember 1981 eröffnet. Es hatte in seiner ersten Baustufe die Form eines H, wobei am südlichen Innenrand des Komplexes sich die landseitigen Infrastruktureinrichtungen befinden. Im Dezember 1998 wurden die Enden der Piers am Terminal 1 um jeweils ca. 200 Meter erweitert. Von den 32 Flugsteigen werden im Moment fünf für den neuen Airbus A380 modifiziert, Emirates setzt einmal täglich auf der Route nach Dubai einen A380 ein.
Auf dem Dach des Terminals befindet sich ein Schwimmbecken im Transitbereich, das zum „Ambassador Transit Hotel“ gehört.
Daten und Fakten:
- Eröffnung am 29. Dezember 1981
- 32 Gates mit Fluggastbrücken
- Check-in-Schalter-Halle: 200 Meter × 75 Meter
- Passagierkapazität: 21 Millionen Passagiere pro Jahr

### Terminal 2

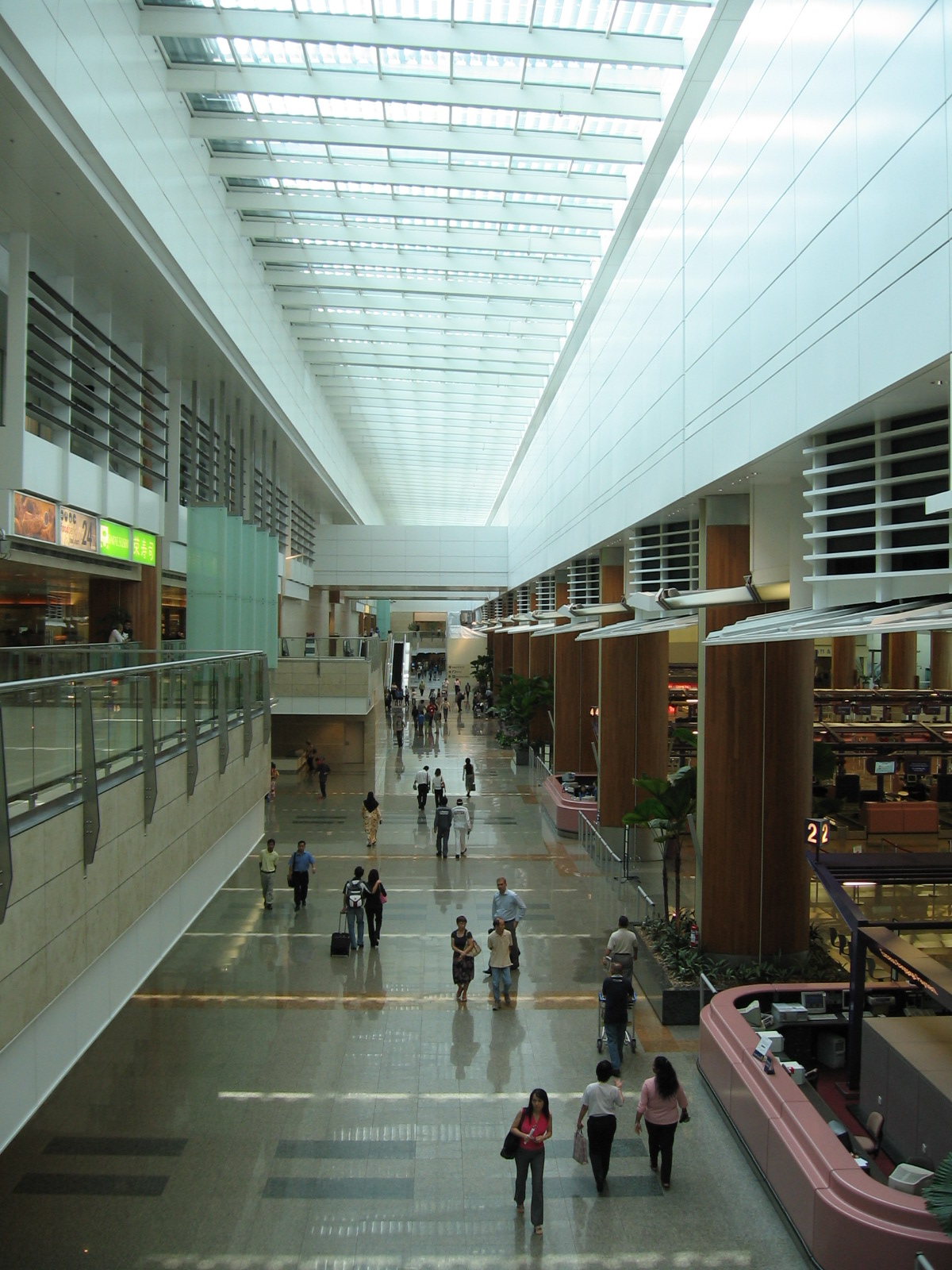
Terminal 2, Abflughalle

Das Terminal 2 wurde im Dezember 1990 fertiggestellt und dem Verkehr übergeben. Terminal 2 wird hauptsächlich von Singapore Airlines und deren Partnern benutzt. Es befindet sich südlich von Terminal 1, frontal zur Süd-Landebahn. Das Terminal hat die Form eines K, wobei sich links des K die landseitigen Einrichtungen befinden. 1996 wurden auch hier Erweiterungen an den Enden in Betrieb genommen. Seit 2011 setzt die deutsche Lufthansa einen A380 auf der Route Frankfurt am Main – Singapur ein.
Das Changi Airport Terminal 2 wird seit dem 1. Mai 2020 über einen Zeitraum von 18 Monaten renoviert. Singapore Airlines und SilkAir, die ursprünglich von 1990 bis 2008 im Terminal 2 waren und 12 Jahre lang in Terminal 2 und 3 aufgeteilt wurden, werden 2020 wieder in Terminal 3 zusammengeführt. McDonald’s im Terminal 2 des Flughafens Changi wurde vor dem Ausbruch von Covid-19 geschlossen, und die legendären Informationsflugtafeln werden herausgenommen und in die National Collection aufgenommen. Die analogen Karten wurden 1999 von Solari installiert und seit 2008 in digitale Karten umgewandelt.
Daten und Fakten:
- Eröffnung am 29. Dezember 1991
- Passagierkapazität: 23 Millionen Passagiere pro Jahr
- 36 Gates mit Fluggastbrücken

### Terminal 3

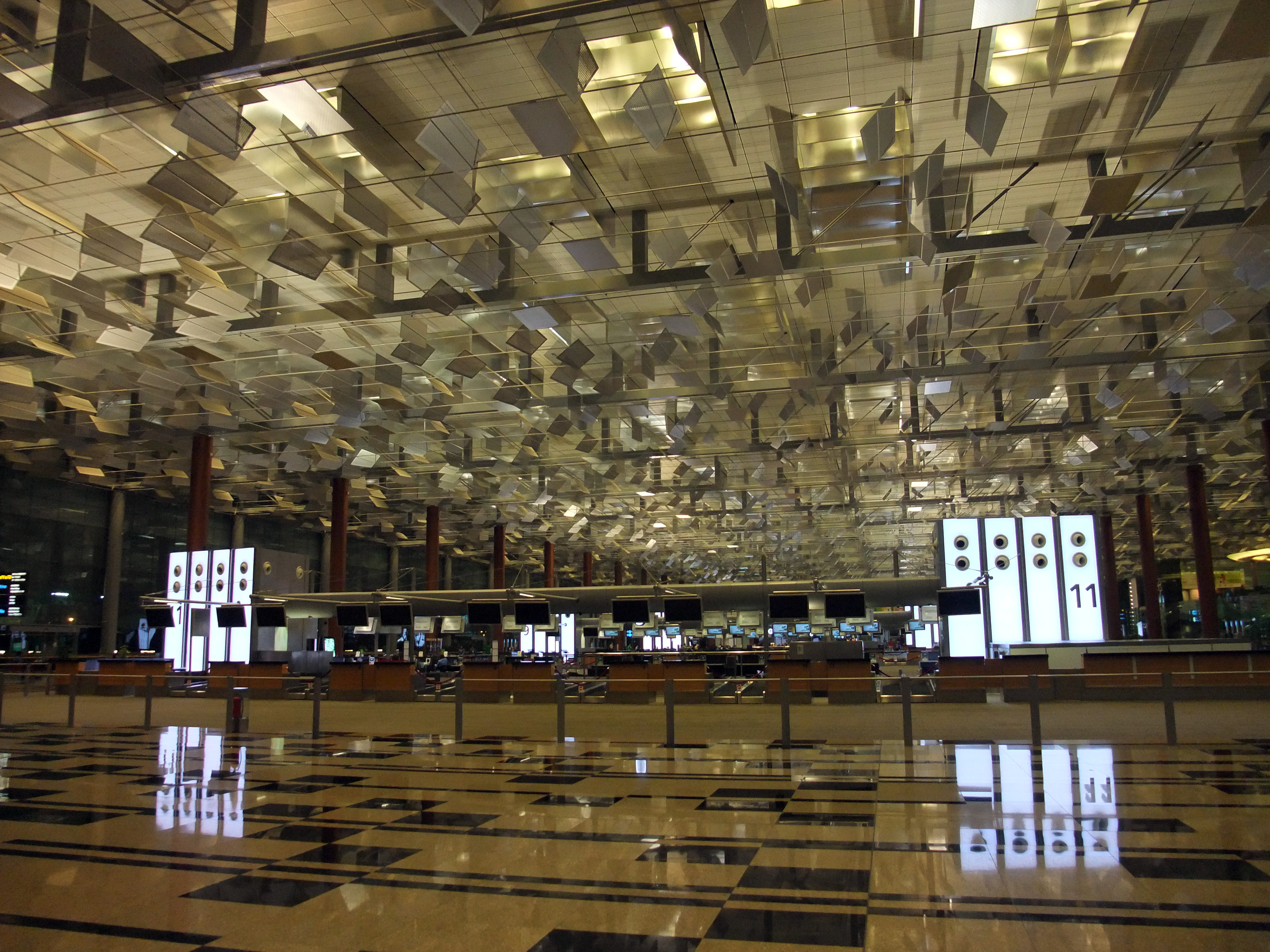
Eingangsbereich des Terminal 3

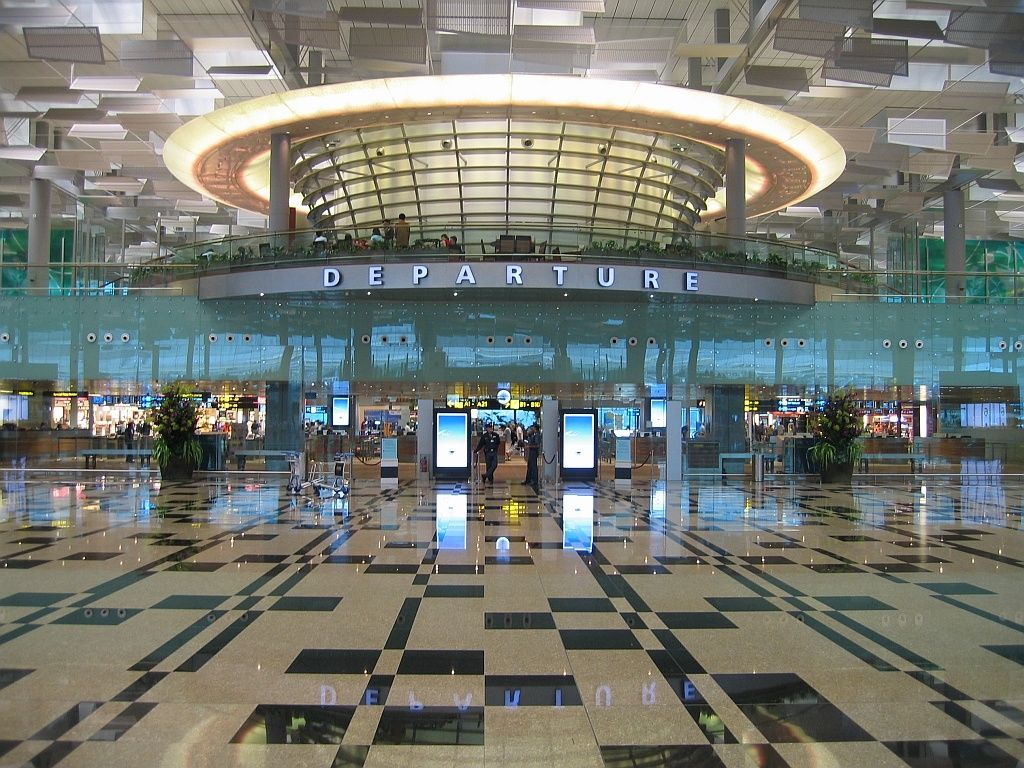
Terminal 3, Abflughalle mit Eingangsbereich zu den Gates

Das Terminal 3 befindet sich gegenüber dem Terminal 2, frontal zur Nordwest-Bahn. Das Gebäude ist für Flugzeuge der Größe eines Airbus A380 ausgelegt und wurde am 9. Januar 2008 in Betrieb genommen. Damit möchte sich der Flughafen auf dem rasant wachsenden Flugverkehr im Asien-Pazifik-Raum als internationale Drehscheibe etablieren und sich genügend Spielraum für zukünftige Passagierzuwächse schaffen. Eine Besonderheit des neuen Terminals liegt in der eigenen Gartenanlage, die auf der fünften von sieben Ebenen zu finden ist. Nicht minder beeindruckend ist die Mikrobrauerei der Firma Brewerkz oder der Schmetterlingsgarten mit Blick auf das Rollfeld. Singapore Airlines selbst fliegt vom Terminal 3 aus nach Europa, Australien und in die USA.
Daten und Fakten:
- Passagierkapazität: 20 Millionen Passagiere pro Jahr
- 28 Flugsteige – davon 8 für den Airbus A380 ausgelegt
- 380.000 m²
- Kosten: 1,25 Mrd. US$ (830 Mio. €)
- 7 Ebenen

### Terminal 4
Das Terminal 4 befindet sich südöstlich der Terminals 1–3, frontal zur mittleren Start- und Landebahn 02C/20C. Zuvor hatte sich an dieser Stelle das Budget Terminal befunden. Das Terminal 4 wurde im Dezember 2016 fertiggestellt. Die Eröffnung fand am 31. Oktober 2017 statt.
Daten und Fakten:
- Passagierkapazität: 16 Millionen Passagiere pro Jahr
- 225.000 m²
- 2 Ebenen[21]
- 65 automatische Check-in-Schalter[13]

### Budget Terminal
Die mittlerweile geschlossene Abfertigungshalle für sogenannte Billigfluggesellschaften wurde im Dezember 2005 fertiggestellt und im März 2006 ihrer Bestimmung übergeben. Es war nach Kuala Lumpur (LCCT) das zweite reine Budget-Terminal in Asien. Das Gebäude war für rund 7 Millionen Passagiere pro Jahr ausgelegt.
Es waren folgende Infrastrukturen vorhanden:
- 10 Flugzeugstellplätze
- 7 ebenerdige Ausgänge
- 3 Gepäckausgabebänder
- 18 Check-in-Schalter
- ein Parkplatz für 300 Kraftfahrzeuge

Es wurde anfangs im Wesentlichen von der singapurianischen Tiger Airways benutzt. Ab August 2006 wurde dieses Terminal aber auch von Cebu Pacific angeflogen, und später nutzten zudem auch Berjaya Air, Firefly sowie Tigerair Philippines (SEair) das Budget Terminal. Air Asia hat sich bereits vor längerer Zeit vom Budget Terminal zurückgezogen und nutzt ausschließlich das Terminal 1.
Während die Terminals 1, 2 und 3 direkt miteinander verbunden und zu einem Transitbereich zusammengeschlossen sind, war ein Transfer von und zum Budget Terminal nur nach erfolgter Gepäckabholung und Zollabfertigung möglich. Im Tiefgeschoss von Terminal 2 stand ein regelmäßig verkehrender, kostenloser Shuttlebus für den Transfer zur Verfügung.
Im März 2012 traf man die Entscheidung, das Budget Terminal zum 25. September zu schließen. Der folgende Abriss machte Platz für das neu zu errichtende Terminal 4.
Die das Budget Terminal nutzenden Fluggesellschaften wechselten sämtlich zum Terminal 2, was zudem mit einer Erleichterung für deren Passagiere verbunden ist.

## Andere Einrichtungen

### Jewel

Jewel Changi Airport Waterfall

Der Jewel Changi Airport wurde am 17. April 2019 eröffnet. Der israelisch-kanadische Architekt Moshe Safdie konzipierte die Kombination aus futuristischem Bau und exotischen Grünanlagen, die in Zukunft nicht nur Flugpassagiere, sondern darüber hinaus auch Einwohner und Touristen anziehen soll. Herzstück der 14.000 m² großen Freizeitattraktion ist der sogenannte Canopy Park. Eine große Glaskuppel überspannt den Park und gleichzeitig soll zum Erkennungszeichen des Flughafens werden. Die Kuppel verbindet die Terminals 1–3 miteinander.

### Freight Terminals
Nordöstlich des Terminal 1 befinden sich die Frachtterminals des Homecarriers Singapore Airlines und anderer Fluggesellschaften. Außerdem sind dort auch noch die Hangars von Singapore Airlines angesiedelt.

### Changi Air Base West
Im Nordwesten des Flughafenareals befindet sich der kleinere und ältere von zwei Bereichen der Republic of Singapore Air Force (RSAF).

### Changi Air Base East
Im Osten des Flughafenareals befindet sich das deutlich größere und jüngere, auf Neuland entstandene zweite Areal der RSAF.

## Ausbau
Mit drei parallelen Pisten (eine davon damals noch im Bau) hatte der Flughafen bei einer Kapazität von 64 Millionen Passagieren 2016 rund 58,7 Millionen Fluggäste. Am 16. August 2005 wurde die erste von elf Brücken für den neuen Airbus A380 eröffnet. Singapore Airlines hat bisher 24 Stück dieser Großraumjets geordert, wovon bis August 2015 19 ausgeliefert wurden. Zwischen der mittleren und östlichen Start- und Landebahn soll mit dem Terminal 5 das bisher größte Terminal errichtet und die Kapazität des Flughafens auf 135 Millionen Passagiere pro Jahr gesteigert werden.

## Fluggesellschaften und Ziele
Der Flughafen Singapur ist der Hauptsitz von Singapore Airlines und ihren Tochtergesellschaften Silk Air und Scoot. Des Weiteren ist der Flughafen auch der Heimatflughafen der Jetstar Asia Airways. Daneben hatten auch die ehemaligen Fluggesellschaften Jett8 Airlines, Singapore Airlines Cargo, Tigerair und Valuair ihren Sitz auf dem Flughafen Singapur.
Insgesamt fliegen mehr als 100 Fluggesellschaften von Changi in etwa 380 Städte in über 100 Ländern. Von den europäischen Gebieten aus wird Singapur von verschiedenen Fluggesellschaften angeflogen.
Im deutschsprachigen Gebiet werden Frankfurt, München, Wien und Zürich angeflogen. in der Vergangenheit wurde auch Düsseldorf angeflogen.

## Verkehrszahlen
| Jahr                         | Fluggastaufkommen | Fluggastaufkommen | Luftfracht (Tonnen) | Luftfracht (Tonnen) | Flugbewegungen | Flugbewegungen |
| ---------------------------- | ----------------- | ----------------- | ------------------- | ------------------- | -------------- | -------------- |
| 2019                         | 68.300.000        | 00+4,07 %         | 2.014.000           | 00-6,33 %           | 382.000        | 00-1,06 %      |
| 2018                         | 65.630.000        | 00+5,48 %         | 2.150.000           | 00+1,17 %           | 386.040        | 00+3,44 %      |
| 2017                         | 62.219.573        | 00+6,00 %         | 2.125.226           | 00+7,91 %           | 373.201        | 00+3,53 %      |
| 2016                         | 58.698.039        | 00+5,86 %         | 1.969.434           | 00+6,28 %           | 360.490        | 00+4,09 %      |
| 2015                         | 55.448.964        | 00+2,51 %         | 1.853.087           | 00+0,50 %           | 346.334        | 00+1,45 %      |
| 2014                         | 54.093.070        | 00+0,68 %         | 1.843.799           | 00-0,35 %           | 341.386        | 00-0,69 %      |
| 2013                         | 53.726.087        | 00+4,97 %         | 1.850.233           | 00+2,44 %           | 343.765        | 00+5,86 %      |
| 2012                         | 51.181.804        | 00+9,96 %         | 1.806.225           | 00-3,16 %           | 324.722        | 00+7,63 %      |
| 2011                         | 46.543.845        | 00+10,72 %        | 1.865.252           | 00+2,84 %           | 301.711        | 00+14,46 %     |
| 2010                         | 42.038.777        | 00+13,00 %        | 1.813.809           | 00+11,02 %          | 263.593        | 00+9,67 %      |
| 2009                         | 37.203.978        | 00-1,30 %         | 1.633.791           | 00-12,02 %          | 240.360        | 00+13,83 %     |
| 2008                         | 37.694.824        | 00+2,71 %         | 1.856.940           | 00-2,01 %           | 211.155        | 00-4,45 %      |
| 2007                         | 36.702.000        | 00+4,76 %         | 1.895.000           | 00-0,84 %           | 221.000        | 00+3,27 %      |
| 2006                         | 35.033.000        | 00+8,02 %         | 1.911.000           | 00+4,21 %           | 214.000        | 00+4,83 %      |
| 2005                         | 32.430.856        | 00+6,84 %         | 1.833.721           | 00+3,30 %           | 204.138        | 00+10,39 %     |
| 2004                         | 30.353.565        | 00+23,07 %        | 1.775.092           | 00+10,16 %          | 184.932        | 00+19,82 %     |
| 2003                         | 24.664.137        | 00-14,89 %        | 1.611.407           | 00-1,61 %           | 154.346        | 00-11,71 %     |
| 2002                         | 28.979.344        | 00+3,15 %         | 1.637.797           | 00+8,67 %           | 174.820        | 00-2,53 %      |
| 2001                         | 28.093.759        | 00-1,83 %         | 1.507.062           | 00-10,43 %          | 179.359        | 00+3,11 %      |
| 2000                         | 28.618.200        | 00+9,80 %         | 1.682.489           | 00+12,14 %          | 173.947        | 00+4,81 %      |
| 1999                         | 26.064.645        | 00+9,50 %         | 1.500.393           | 00+16,88 %          | 165.961        | 00+0,44 %      |
| 1998                         | 23.803.180        | 23.803.180        | 1.283.660           | 1.283.660           | 165.242        | 165.242        |
| Quelle: Changi Airport Group |                   |                   |                     |                     |                |                |

## Zwischenfälle
Auf dem britischen Luftwaffenstützpunkt RAF Changi und in seiner Umgebung kam es unter anderem zu 3 Totalschäden von Transportflugzeugen des Typs Vickers Valetta, bei denen es jedoch keine Todesopfer gab.
Außerdem wurden auch folgende Totalschäden bekannt:
- Am 25. Oktober 1950 wurde eine Avro York C.1 der Royal Air Force (Luftfahrzeugkennzeichen MW102) bei der Landung auf dem Luftwaffenstützpunkt RAF Changi irreparabel beschädigt. Alle Insassen, Besatzungsmitglieder und Passagiere, überlebten. Dies war der letzte Totalverlust einer Avro York der Royal Air Force.[31][32]

- Am 26. März 1991 wurde ein Airbus A310-300 (9V-STP) der Singapore Airlines auf dem Flug von Kuala Lumpur nach Singapur, von vier mit Messern und Sprengstoff bewaffneten pakistanischen Terroristen entführt. Nach der Landung in Singapur verlangten die Entführer bei Verhandlungen den Kontakt zum pakistanischen Botschafter, um die Freilassung von Häftlingen aus pakistanischer Haft zu erreichen, darunter Asif Ali Zardari, sowie die Betankung des Flugzeugs für einen Weiterflug nach Sydney. Im Laufe der Verhandlungen wurden zwei Besatzungsmitglieder verletzt. Als die Entführer damit drohten, in regelmäßigen Abständen Geiseln zu töten, wurde das Flugzeug von einer Spezialeinheit der Streitkräfte Singapurs gestürmt und die vier Entführer erschossen. Die restlichen Besatzungsmitglieder und Passagiere blieben unverletzt.[33][34]